# هروب (مدينة)
هَرُوب هي حاضرة ومركز محافظة هروب جنوب غرب السعودية، وتبعد حوالي 110 كم شمال شرق مدينة جيزان.

## الموقع
تقع هروب شمال شرق مدينة جيزان وتبعد عنها 110 كم تقريباً، كما تبعد عن صبيا إلى جهة الجنوب الغربي من هروب بحوالي 75 كيلومتر تقريباً، كما تبعد عن العيدابي الواقعة جنوباً بحوالي 56 كيلو متر تقريباً، وتبعد عن الريث الواقعة شمالاً بحوالي 60 كيلومتر تقريباً.

## السوق الشعبي
يعتبر سوق هروب الأسبوعي الشعبي أحد الأسواق الشعبية في منطقة جازان ويقام يوم الأحد من كل أسبوع. يضم السوق عدداً من المنتجات مثل المقتنيات الشعبية والتراثية بما فيها الملابس التقليدية الشعبية وكذلك الأدوات والأواني الخزفية والفخارية بالإضافة إلى السمن والعسل والنباتات العطرية وغيرها.